# Pedro Antônio Marchetti Fedalto
Dom Pedro Antônio Marchetti Fedalto (Colônia Antônio Rebouças, Campo Largo, 11 de agosto de 1926) é um arcebispo brasileiro.

## Biografia

### Juventude
Nasceu na Colônia Antônio Rebouças, município de Campo Largo, Paraná, o mais velho dos sete filhos de Corona Marchetti e Giácomo Fedalto, ambos de ascendência italiana e católicos praticantes.
Foi batizado em 29 de agosto de 1926 na capela da colônia pelo Pe. Natal Pigatto, e crismado em 9 de outubro de 1932, por Dom João Francisco Braga, então arcebispo de Curitiba. Recebeu a Primeira Comunhão em 10 de janeiro de 1937.
Iniciou seus estudos na escola da colônia, com o professor Luiz Lorenzi, o qual também o instigou a entrar para a vida religiosa. Em 2 de fevereiro de 1940, o jovem Fedalto entrou para o Seminário Menor São José, em Curitiba, onde permaneceu até 30 de novembro de 1946. Em seguida, foi para o Seminário Central da Imaculada Conceição do Ipiranga, em São Paulo, onde cursou Filosofia e Teologia. Foi seu companheiro, em todas as etapas de sua educação, Dom Antônio Agostinho Marochi.

### Vida sacerdotal
Foi ordenado sacerdote em 6 de dezembro de 1953 pelas mãos de Dom Manuel da Silveira D’Elboux, Arcebispo Metropolitano, juntamente com Dom Albano Bortoletto Cavallin, Arcebispo Emérito de Londrina, Dom Antônio Agostinho Marochi, Bispo Emérito de Presidente Prudente, São Paulo, Monsenhor Francisco Gorski, ex-pároco de Água Verde e Monsenhor João Augusto Sobrinho, ex-pároco da Igreja dos Passarinhos, Bigorrilho, ambos de saudosa memória.

### Episcopado
Aos 28 de agosto de 1966 foi ordenado bispo auxiliar de Curitiba com 44 anos e escolhe o lema "Veritatem in caritate" (A verdade na caridade). Foi bispo auxiliar de Curitiba de 1966 a 1970, e Administrador Apostólico Diocesano, durante o ano de 1970 (após a morte de Dom Manuel), sendo empossado como 4º arcebispo de Curitiba, dia 28 de fevereiro de 1971.
Tem sido a sua marca, durante estes 30 anos à frente da Arquidiocese de Curitiba e como presidente do Regional Sul II, num período de 28 anos, Para melhor evangelizar, descentralizou a Arquidiocese em quatro grandes áreas pastorais, divididas em 18 setores, contando três áreas aos três bispos auxiliares, reservando para si, o Centro.
Planos de Pastoral: deu continuidade aos planos de pastoral iniciados em 1968, publicando em 1972 o Diretório Pastoral, em 1975, o Manual do Agente de Pastoral e em 1980 publicou a Carta Pastoral sobre a Evangelização dos Fiéis, na fé e no compromisso. Em 1975 toda a Arquidiocese viveu as Santas Missões Populares com os missionários Redentoristas, Grande marco na Arquidiocese, foi a realização do 1º Sínodo de (1987 a 1994), resultando daí um revigoramento evangelizador com a mística, que perpassa a todos até hoje: ¨Ser Igreja, Caminhar juntos, Participar¨.
Dom Pedro criou 74 novas paróquias, ordenou 74 padres diocesanos, acolheu congregações femininas e masculinas. Merece destaque no seu episcopado: a realização das Santas Missões Populares em 1975 e 2000, a Vinda do Papa João Paulo II, a Curitiba, nos dias 5 e 6 de junho de 1980. No ano de 1998, quando toda a igreja se preparava para a celebração da chegada do Novo Milênio, foram crismados 12 352 jovens, reunindo 75 000 pessoas no estádio do Pinheirão. No ano de 2000 a realização das Santas Missões Populares. Realizou o Congresso Eucarístico Arquidiocesano pelos 50 anos de Igreja da Ordem como Templo de Adoração Perpétua e em preparação do 14º Congresso Eucarístico Nacional. Após Completar 75 anos, escreve a carta à Santa Sé solicitando afastamento do cargo de Arcebispo Metropolitano de Curitiba. Esse pedido só foi aceito aos 15 de maio de 2004 quando foi nomeado Dom Moacyr José Vitti.
Aos 19 de maio de 2004, após seu pedido ao Papa João Paulo II deixa a arquidiocese de Curitiba para Dom Moacyr José Vitti, CSS.

## Ordenações

### Ordenações diáconos
- Ricardo Hoepers (1998)
- Adenis Roberto de Oliveira, S.d.P. (2001)

### Ordenações presbíteros
- Sérgio Arthur Braschi (1973)
- Rafael Biernaski (1981)
- Ricardo Hoepers (1999)

### Ordenações episcopais
- Albano Bortoletto Cavallin † (1973)
- Antônio Agostinho Marochi † (1973)
- Moacyr José Vitti, C.S.S. † (1988)
- Sérgio Arthur Braschi (1998)
- Sérgio Krzywy (2004)
- Wilmar Santin, O.Carm. (2011)

E foi consagrante de:
- Agostinho José Sartori, O.F.M.Cap. † (1970)
- Domingos Gabriel Wisniewski, C.M. † (1975)
- Walter Michael Ebejer, O.P. † (1977)
- Izidoro Kosinski, C.M. † (1981)
- Giovanni Zerbini, S.D.B. (1995)
- Pedro Sbalchiero Neto, M.S. † (2003)
- Afonso Fioreze, C.P. † (2004)
- Valdomiro Koubetch, O.S.B.M. (2004)
- Francisco Javier Del Valle Paredes (2009)
- José Valmor César Teixeira, S.D.B. (2009)
- Celso Antônio Marchiori (2009)
- Rafael Biernaski (2010)
- Levi Bonatto, Opus Dei (2014)
- Ricardo Hoepers (2016)

## Estudos realizados
- Teologia
- Seminário Central do Ipiranga, São Paulo (1950-1953).
- Filosofia
- Seminário Central do Ipiranga, São Paulo (1947-1949).
- Ensino médio
- Seminário São José, Curitiba (1944-1946).
- Ensino fundamental e básico
- Antônio Rebouças, Campo Largo, Seminário São José, Curitiba (1934-1943)

## Títulos
- Doutor Honoris Causa pela Pontifícia Universidade Católica do Paraná (PUCPR). 2008.